# Largo da Concórdia
O Largo da Concórdia é uma importante praça da cidade de São Paulo (Brasil), localizada no Brás (região centro-leste) e cortada pela Avenida Rangel Pestana. Localiza-se próximo à Estação Brás do Metrô e da CPTM.
Erigido no Largo da Concórdia, o Monumento ao Migrante Nordestino é uma escultura com mais de 10 metros de comprimento e mais de 5 metros de altura, peso total de mais de 20 toneladas.
Local de grande concentração de migrantes nordestinos e seus descendentes, com forte influência da cultura regional nordestina, neste ponto tão distante do Nordeste, nas imediações o visitante vai encontrar desde o característico ritmo do "forró" até a famosa peça de resistência da culinária nordestina, a "carne de sol com baião de dois'.

## História
O Largo da Concórdia, no Brás, começou a se formar entre 1830 e 1840, sendo paralelo ao projeto de urbanização do próprio bairro, que na época era apenas ocupado por chácaras.
Por volta de 1850, seu plano já estava pronto, foi quando recebeu sua primeira denominação: Largo do Brás.
Em 1862 a Câmara Municipal determinou que o Largo deveria ser fechado. Mas o então Presidente da Província, Vicente Pires da Mota, interferiu e o logadouro permaneceu aberto para o público. No dia 28 de novembro de 1865, o Vereador Malaquias Rogério de Salles Guerra, propôs a alteração de seu nome para "Largo da Concórdia". O novo nome foi uma homenagem à cidade argentina homônima que recebeu os soldados brasileiros antes de lutarem na Guerra do Paraguai.
Entre outubro de 1953 e meados de 2006 o Largo abrigou um monumento erigido em homenagem a Francisco Alves, que ali realizou seu último show em 26 de setembro de 1952. Constituído de uma coluna de concreto com um violão estampado em baixo relevo e abaixo deste uma placa de bronze, foi oferecido pela Rádio Nacional de São Paulo, sendo inaugurado em outubro de 1953. O monumento, vandalizado ao longo dos anos (teve sua placa furtada e serviu de base para cartazes) foi removido durante as obras de revitalização do Largo da Concórdia entre 2006 e 2007. Atualmente se encontra em um depósito da prefeitura aguardando para ser reinstalado.

## Atualidade
O Largo da Concórdia foi reformado em 2007 num processo de revitalização para dar uma nova cara ao local que vinha sendo usado como camelódromo. O Largo da Concórdia recebeu um investimento de 1 milhão de reais, vindos da parceria entre a Associação de Lojistas do Brás (Alobrás), lojistas do bairro e a Subprefeitura da Mooca. O Largo é um simbolo histórico do Brás, bairro que é conhecido pelas lojas de confecções de roupas e por ter um grande número de imigrantes vivendo por lá. O Largo, como primeira praça do Brás, foi criado para servir como calçadão para pedestres, porém, desde 1991, está tomado por barracas de camelôs, fazendo com que a arquitetura não se destaque. Por dia, passam aproximadamente trezentas mil pessoas.
Da parceria formada entre Alobrás, Associação de Lojistas do Brás, os comerciantes do bairro e a subprefeitura da Moóca, para a reforma do Largo, com o dinheiro arrecadado, o Largo da Concórdia teve seus dez mil metros quadrados inteiramente reformados, com novo piso, canteiros com flores e árvores e banheiros públicos. As fachadas da área comercial foram restauradas e quarenta e oito pontos de luz foram colocados no local.